# Bellaspira grippi
Bellaspira grippi é uma espécie de gastrópode do gênero Bellaspira, pertencente a família Drilliidae.